# Anastasio Cocco
Anastacio Cocco (Messina, 29 de agosto de 1799 – Messina, 26 de febrero de 1854) fue un científico italiano, de formación médico y farmacólogo y de afición naturalista, que se especializó en la ictiología, estudiando y describiendo varias especies y taxones de peces del estrecho de Mesina. Cultivó otros muchos campos científicos, publicando numerosas tratados.

## Epónimos
En reconocimiento a su trabajo, el científico alemán y amigo suyo Eduard Rüppell puso el nombre de Microichthys coccoi, en honor a su nombre, uno más de tantos reconocimientos de los científicos de la época a su importante contribución a la biología marina.

## Abreviatura (zoología)
La abreviatura Cocco  se emplea para indicar a Anastasio Cocco como autoridad en la descripción y taxonomía en zoología.